# Anders Larsson (Skilangläufer)
Anders Larsson (* 3. Oktober 1961 in Karlstad) ist ein ehemaliger schwedischer Skilangläufer.

## Werdegang
Larsson, der für den Bondsjöhöjdens IK startete, belegte bei den nordischen Skiweltmeisterschaften 1982 in Oslo den 18. Platz über 50 km. Bei seiner einzigen Olympiateilnahme 1984 in Sapporo errang er den 39. Platz über 50 km. Drei Jahre später gewann er den Wasalauf.  Zudem wurde er im Jahr 1985 Fünfter bei diesem Lauf. Im Weltcup trat er dreimal an. Seine beste Platzierung dabei war der vierte Platz im März 1982 über 50 km in Lahti.